# مارگوت لی شترلی
مارگوت لی شترلی (انگلیسی: Margot Lee Shetterly؛ زادهٔ ۱۹۶۹) یک نویسنده آثار غیرداستانی اهل ایالات متحده آمریکا است که در سرمایه‌گذاری بانکی و استارتاپ‌های رسانه‌ها مشغول به‌کار است. اولین کتاب او ارقام پنهان: داستان زنان آفریقایی‌تباری که به مسابقه فضایی یاری رساندند (۲۰۱۶) در مورد زنان آفریقایی‌تبار آمریکایی است که به عنوان ریاضی‌دانان مشغول به‌کار در ناسا، به موفقیت آمریکا در برنامه فضایی‌اش، یاری رساندند. او حق اقتباس سینمایی اثرش را فروخت که منجر به ساخت فیلمی به‌نام ارقام پنهان (۲۰۱۶) شد. شترلی و همسرش، سال‌ها در مکزیک کار و زندگی کرده‌اند؛ جایی که مجله داخل مکزیک را برای مخاطبان انگلیسی‌زبان، تأسیس کردند.